# Marie-Joséphine-Louise de Montaut-Navailles

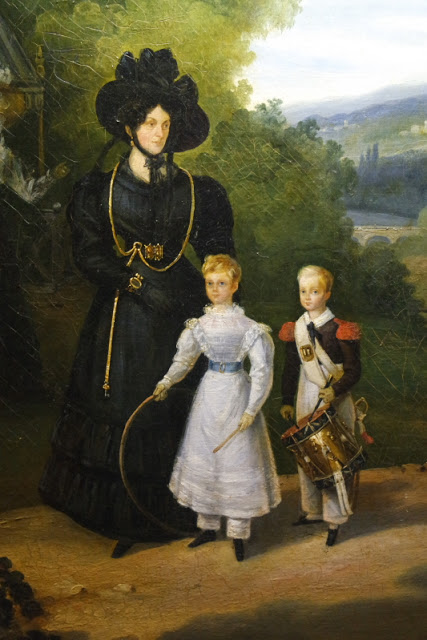
Adolphe Ladurner, Der Duchesse de Gontaut auf einem Spaziergang im den Gärten von Saint-Cloud mit Louise d’Artois und dem Duc de Bordeaux, 1826

Marie-Joséphine-Louise de Montaut-Navailles, Duchesse de Gontaut (* 3. August 1773 in Paris; † 7. April 1862 ebenda), war eine französische Adlige und Hofdame; sie war Gouvernante der königlichen Kinder Frankreichs während der Restauration.

## Leben
Marie-Joséphine-Louise de Montaut-Navailles ist die Tochter von Augustin François, Comte de Montaut-Navailles, Brigadier des Armées du Roi, Gentilhomme de la Manche der Enfants de France (später Ludwig XVI. und seine Brüder), dann Premier Veneur des Comte de Provence, und Marie Cécile Simonet de Coulmiers (1757–1814), die unter dem Namen Comtesse de Montaut bekannt ist.
Marie-Joséphine-Louise de Montaut ist die Nichte von Abbé François Simonnet de Coulmier, Abgeordneter des Klerus der Prévôté et Vicomté de Paris hors les murs aux états généraux, und von Claude François Simonet de Coulmiers (1752 – 31. Mai 1794), Fermier général.
Sie stand unter dem Schutz des Comte de Provence und seiner Frau und nahm in ihrer Kindheit an dem Unterricht teil, den Madame de Genlis den Kindern des Duc d’Orléans erteilte; nach Ausbruch der Revolution brach ihre Mutter die Beziehung zu Madame de Genlis ab.
Marie-Joséphine-Louise de Montaut-Navailles emigrierte 1792 mit ihrer Mutter nach Koblenz, von wo aus sie nach Rotterdam und schließlich nach England weiterzogen. Dort heiratete sie Charles Michel de Gontaut-Saint-Blancard (1751–1825) aus dem Haus Gontaut-Biron, den jüngsten Sohn von Armand Alexandre de Gontaut und Françoise Madeleine de Preissac. Nach der Revolution kehrten sie nach Frankreich zurück und nahmen während der Restauration wieder einen Platz am Hof ein.

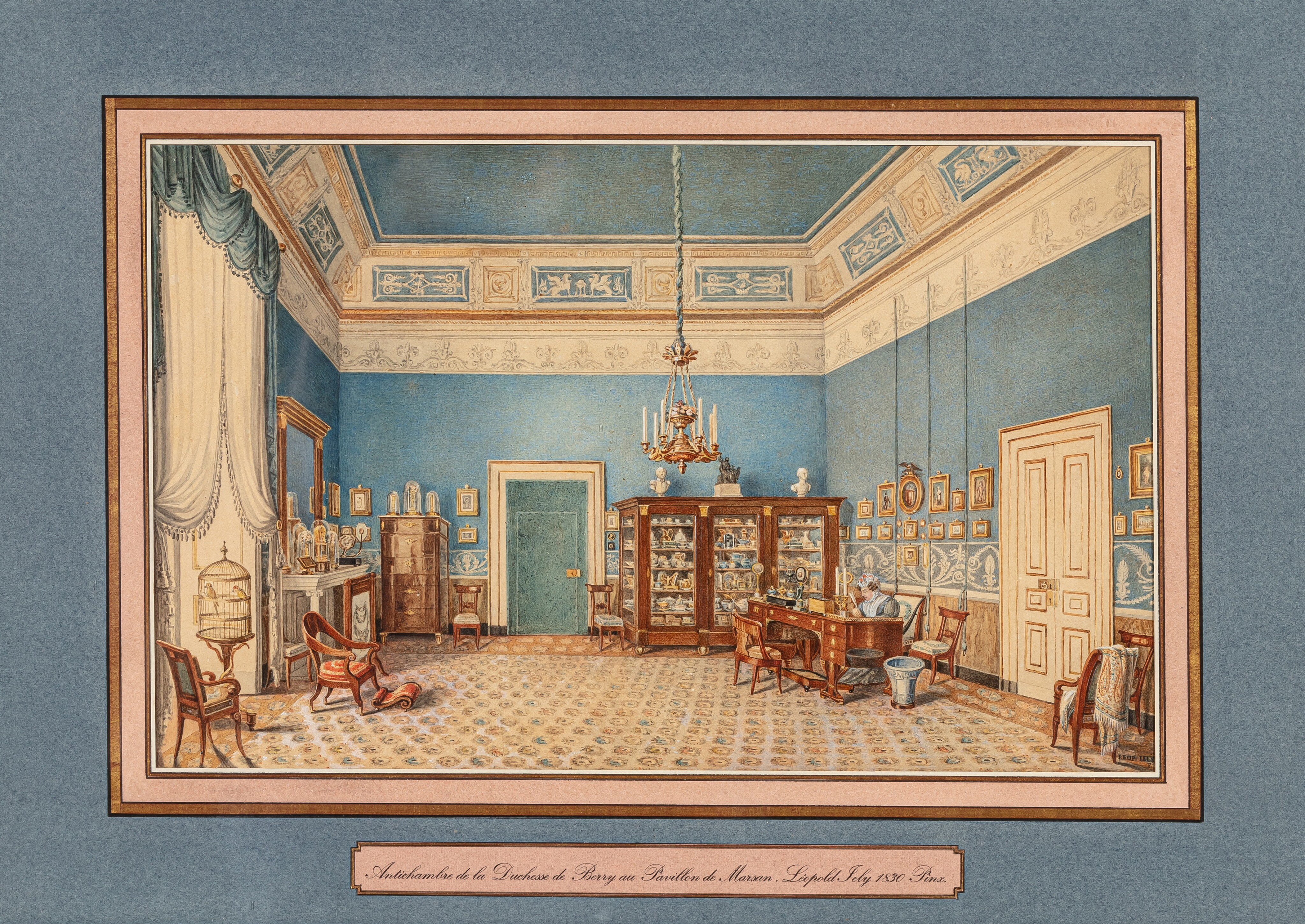
Das Vorzimmer der Duchesse de Berry im Pavillon de Marsan, 1830, mit der Duchesse Gontaut am Schreibtisch

Madame de Gontaut wurde Ehrendame der Duchesse de Berry, Maria Karolina von Bourbon-Sizilien, und wurde nach der Geburt von deren erstem Kind, Louise (der späteren Herzogin von Parma), Gouvernante der königlichen Kinder von Frankreich. Im Jahr darauf, anlässlich der Geburt von Henri, Duc de von Bordeaux (später als Comte de Chambord bekannt), wurde ihr auch die Fürsorge für den Erben der Bourbonen anvertraut.
Sie blieb den Bourbonen ihr ganzes Leben lang treu. Ihr Mann starb Anfang 1826 und am 14. Oktober desselben Jahres wurde sie durch eine Verordnung von König Karl X. zur Duchesse de Gontaut ernannt.
Während der Revolution von 1830 folgte sie der königlichen Familie ins Exil, in den Holyrood Palace in Schottland und später nach Prag, doch 1834 wurde sie plötzlich von Karl X. entlassen, da der Duc de Blacas, der die Maison du Roi leitete, ihre relativ liberalen Ansichten für den Prinzen und die Prinzessin für gefährlich hielt.
Im Alter schrieb sie von Naivität geprägte Memoiren, die ein merkwürdiges Licht auf den Geisteszustand einer Gouvernante der Kinder von Frankreich werfen. Sie starb 1862 in Paris.

## Nachkommen
Ihre Kinder sind die Zwillinge:
- Joséphine Françoise (* 9. Oktober 1796 in London; † 23. März 1844 in Paris), ⚭  19. Mai 1817 in Paris Fernand de Rohan-Chabot, Prince de Léon, dann 8. Duc de Rohan (1789–1869)
- Charlotte Sabine Louise Gabrielle (* 9. Oktober 1796 in London; † 6. März 1887 auf Schloss Busset); ⚭ 14. Juni 1818 François Louis Joseph de Bourbon, Comte de Busset, Pair de France, Lieutenant général des armées du Roi, Commandeur des Ordre royal et militaire de Saint-Louis et de la Légion d’honneur (1782–1856).

## Werke
- Mémoires de la duchesse de Gontaut, gouvernante des enfants de France pendant la restauration, 1773–1836, Librairie Plon, Paris, 1891
- Lettres inédites, hrsg. vom Marquis de Gontaut, Soye et fils, Paris 1895